# Латински мост
Латинският мост (на босненски: Latinska ćuprija; на сръбски: Латински мост или Latinski most, в периода 1918-1992 се нарича Принципов мост) е сред най-старите мостове на река Миляцка в Сараево.
Първият мост на това място е бил дървен и е посочен в преброителния списък на Босненския санджак от 1541 г. По-късно старият дървен мост е бил заменен от каменно съоръжение. По време на голямото наводнение в Сараево от 1791 г. мостът е повреден, като средствата за неговата реконструкция са дадени от хаджи Абдула Брига. Възстановяването му е продължило от 1798 до 1799 г. Реконструкцията е дело на местни майстори, което е посочено в документите от епохата.
Смята се, че първоначално мостът е имал 4 стълба, на които се извивали 5 арки, но при регулацията на коритото на река Миляцка през 19 век стълб е бил зазидан и така мостът останал с 4 свода. Двата характерни преливника му придават известна самобитност, поради което са изобразени в герба на Сараево. По времето на Австро-Унгария към моста са добавени конзолни тротоари от 2-те му страни. Построен е от бигор и варовик.
В миналото мостът е свързвал десния бряг на река Миляцка, където е бил католическият квартал, наричан „Латинлук“, с останалата част на Сараево. Оттук идва и името му – „Латински мост“.
Близо до моста по време на Сараевския атентат през 1914 г. са убити наследникът на австро-унгарския трон ерцхерцог Франц Фердинанд и съпругата му София, херцогиня на Хоенберг. След покушението на моста е построен паметник, който е разрушен през 1918 г. Днес фрагменти от него се пазят в Музея на Сараево.
В периода между 2-те световни войни, след Втората световна война и преди Войната в Босна и Херцеговина мостът е наречен „Принципов мост“ в чест на Гаврило Принцип.
От 1992 г. мостът носи старато си име. Реконструиран е в периода 2003 - 2004 г.